# Ruta 739 (Costa Rica)
La Ruta 739, oficialmente Ruta Nacional Terciaria 739, es una ruta nacional de Costa Rica ubicada en la provincia de Alajuela.

## Descripción
En la provincia de Alajuela, la ruta atraviesa el cantón de San Ramón (el distrito de San Lorenzo), el cantón de San Carlos (el distrito de  Florencia).